# L'Escargot noir
L'Escargot noir és un telefilm francès de Claude Chabrol difós el 1988, de la sèrie Les dossiers secrets de l'inspecteur Lavardin.

## Argument
En una petita ciutat tranquil·la, tres dones són mortes. Estranyament, l'assassí ha deixat un cargol negre sobre cadascun dels cossos. L'inspector Lavardin, ajudat de Mario, el seu assistent, hauran d'aclarir aquest misteri.

## Repartiment
- Jean Poiret: L'inspector Jean Lavardin
- Mario David: Mario, l'inspector
- Stéphane Audran: Catherine
- Roger Dumas: Pierre Tassin
- Catherine Rouvel: Florence
- Jean-Louis Maury: Jean-Philippe Picolet
- François Perrot: Me Legodard
- Roger Carel: El metge forense
- Raphaël Almosni
- Jean-Marie Arnoux: Jérôme
- Eric Averlant: El carnisser
- Guy Bacquie
- Julie Baraduc
- Lucien Barjon: Duchesne, el rector
- Françoise Bertin: La mare de Martine
- Jean-Claude Bouillaud: Boj
- Marlene Constanza: Annette Tassin
- Agathe Debliquis
- Agnès Denèfle
- Philippe Dillies
- Mathieu Dupas
- Sylvain Dupas
- Celine Fie